# João Pessoa (tiểu vùng)
João Pessoa là một tiểu vùng thuộc bang Paraíba, Brasil. Tiều vùng này có diện tích 1262 km², dân số năm 2007 là 866365 người.